# Späd gräsmossa
Späd gräsmossa (Brachythecium reflexum) är en bladmossart som beskrevs av W. P. Schimper in B.S.G. 1853. I den svenska databasen Dyntaxa används istället namnet Sciuro-hypnum reflexum. Enligt Catalogue of Life ingår Späd gräsmossa i släktet gräsmossor och familjen Brachytheciaceae, men enligt Dyntaxa är tillhörigheten istället släktet nordgräsmossor och familjen Brachytheciaceae. Arten är reproducerande i Sverige. Inga underarter finns listade i Catalogue of Life.

## Bildgalleri

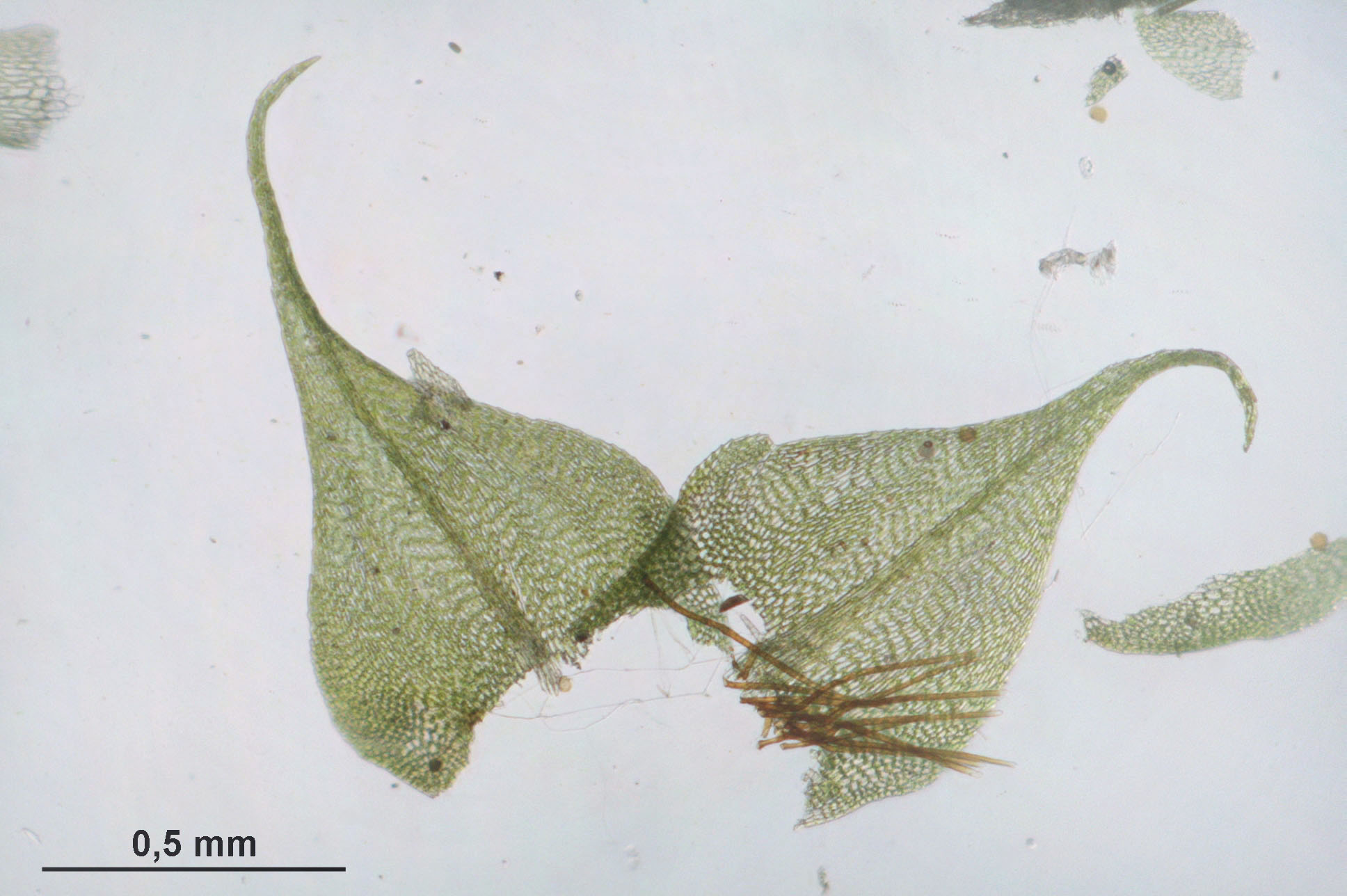
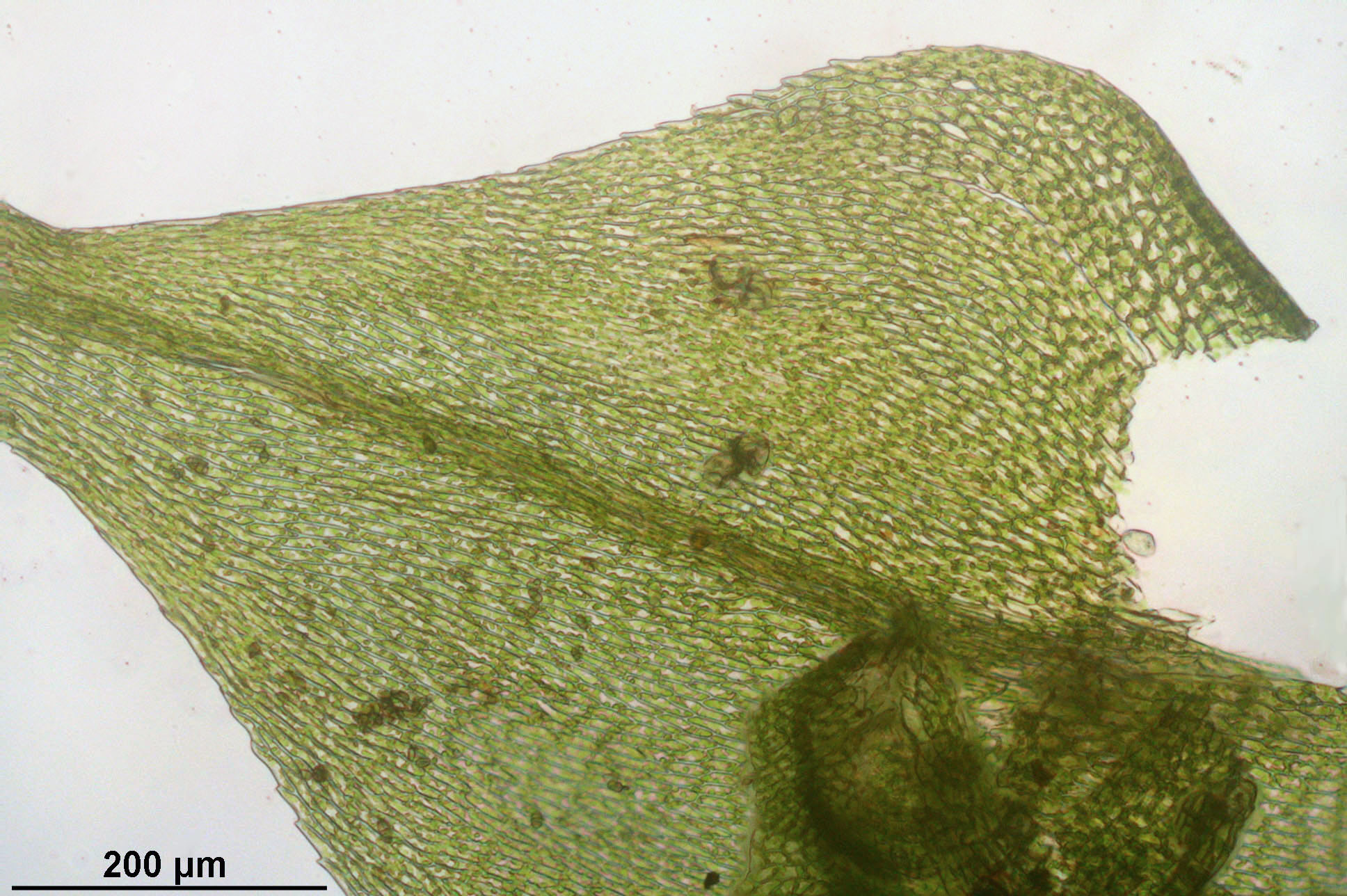
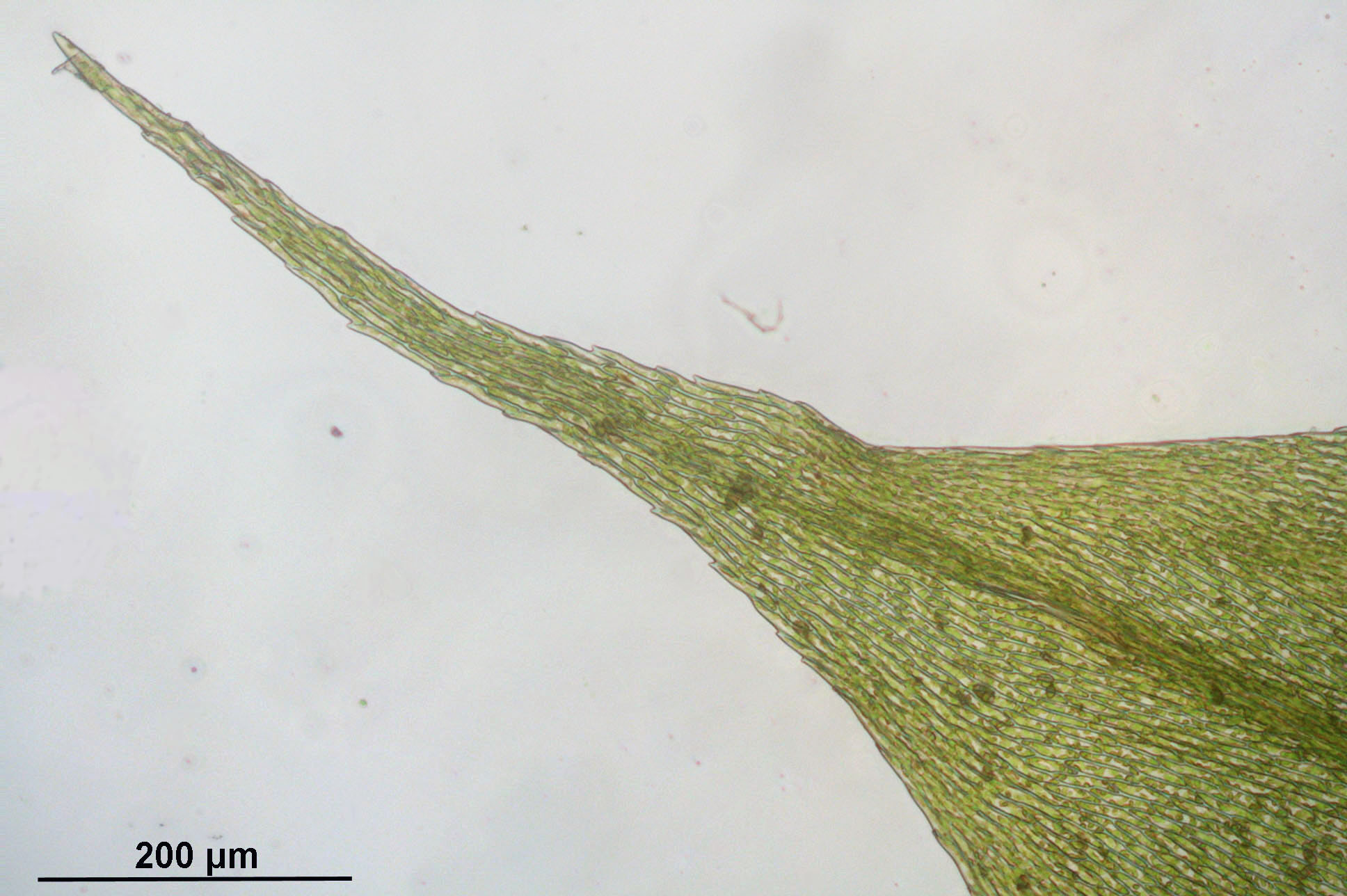
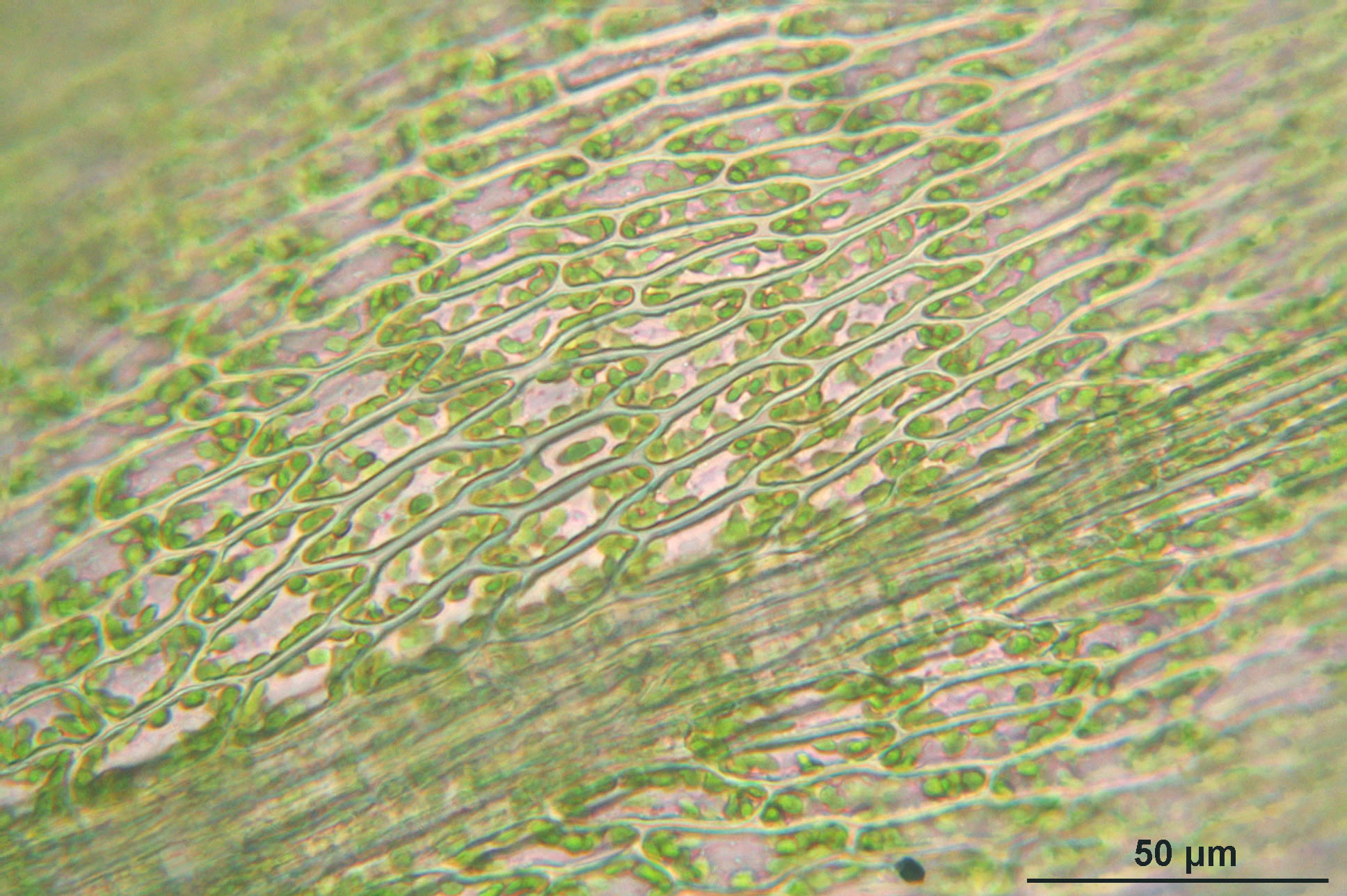